# Bystrzyk ściółkowy
Bystrzyk ściółkowy (Rugilus rufipes) – gatunek chrząszcza z rodziny kusakowatych i podrodziny żarlinków.
Gatunek ten został opisany w 1836 roku przez Ernsta Friedricha Germara.
Chrząszcz o smukłym i trochę wypukłym ciele długości od 6 do 6,5 mm. Duża głowa ma szorstko i bardzo gęsto punktowaną powierzchnię, wargę górną zaopatrzoną w cztery ząbki, skroń w widoku z góry około dwukrotnie dłuższą od długości oka, a tylny brzeg prosty. Czułki są krępe i, podobnie jak głaszczki, brunatnoczerwone. Tak szerokie jak długie przedplecze ma kolor czarny lub brunatnoczarny. Tylne brzegi trochę dłuższych od przedplecza pokryw są ciemne. Odnóża są brunatnoczerwone. Samiec ma piąty sternit odwłoka normalnie wykształcony, zaś szósty sternit z trójkątnym wycięciem na tylnej krawędzi.
Owad znany z Hiszpanii, Wielkiej Brytanii, Francji, Belgii, Holandii, Niemiec, Danii, Szwecji, Norwegii, Finlandii, Szwajcarii, Austrii, Włoch, Estonii, Łotwy, Litwy, Polski, Czech, Słowacji, Węgier, Ukrainy, Rumunii, Bułgarii, Słowenii, Chorwacji, Serbii, Czarnogóry, Macedonii, Grecji, Rosji, Turcji, Bliskiego Wschodu, wschodniej Palearktyki i nearktycznej Ameryki Północnej. Zasiedla zarówno wilgotne jak i suchsze lasy, łąki, pola i ogrody. Bytuje w ściółce i pod rozkładającymi się szczątkami roślinnymi.